# Wiggins Glacier
Wiggins Glacier är en glaciär i Antarktis. Den ligger i Västantarktis. Argentina, Chile och Storbritannien gör anspråk på området. Wiggins Glacier ligger 539 meter över havet.
Terrängen runt Wiggins Glacier är kuperad västerut, men österut är den platt. Terrängen runt Wiggins Glacier sluttar västerut. Trakten är glest befolkad. Närmaste befolkade plats är Vernadsky Station, 16,0 kilometer väster om Wiggins Glacier. 